# Ligue des Bibliothèques Européennes de Recherche

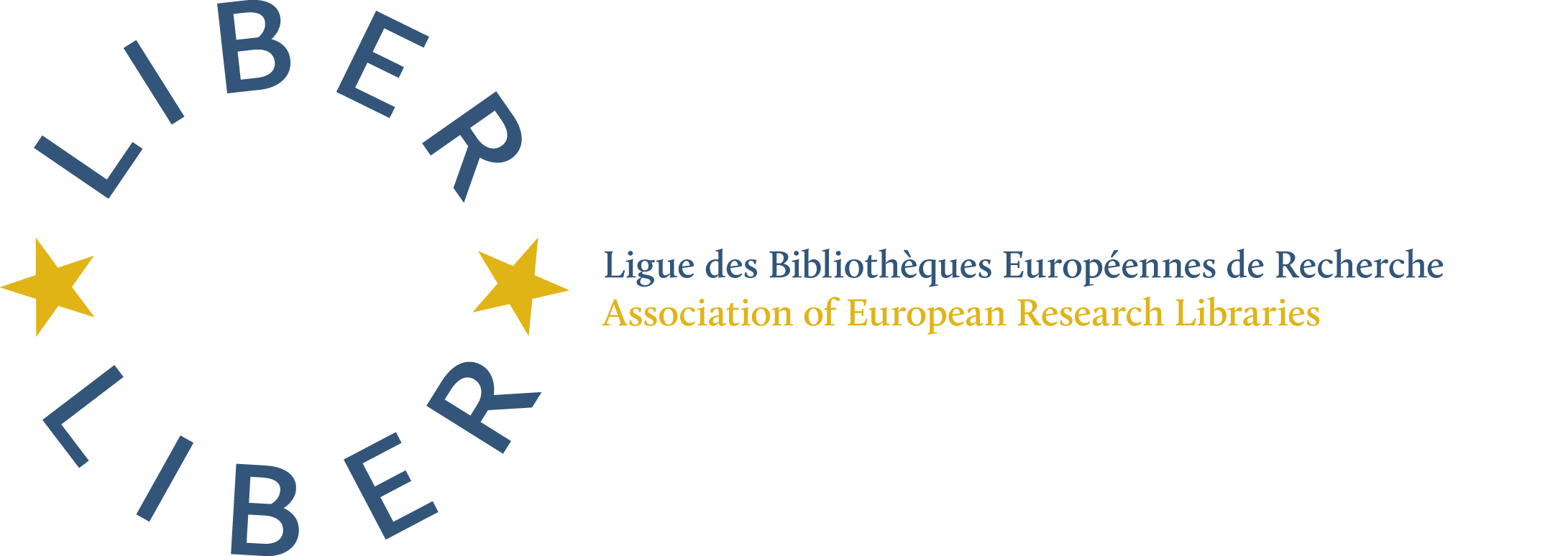

Die Ligue des Bibliothèques Européennes de Recherche (LIBER) (engl. Association of European Research Libraries) ist ein Zusammenschluss europäischer Forschungsbibliotheken.
Die Vereinigung wurde 1971 unter der Schirmherrschaft des Europarates gegründet. Derzeit besteht diese Vereinigung aus über 400 Mitgliedern, vorwiegend aus europäischen National- und Universitätsbibliotheken. Das Sekretariat der Vereinigung befand sich zunächst an der Königlichen Bibliothek in Kopenhagen, zum 30. September 2008 wurde es an die Königliche Bibliothek der Niederlande in Den Haag verlegt und ist nun eine Stiftung nach niederländischem Recht.
LIBER versteht sich als ein Netzwerk, welches die Interessen der europäischen Forschungsbibliotheken repräsentiert, indem es effiziente Informationsdienstleistungen, den Zugang zu Forschungsergebnissen und die Bewahrung des kulturellen Erbes fördert.